# Physcomitrium flaccidum
Physcomitrium flaccidum är en bladmossart som beskrevs av Mitten 1882. Physcomitrium flaccidum ingår i släktet huvmossor, och familjen Funariaceae. Inga underarter finns listade i Catalogue of Life.